# Sava (helgon)
Sankt Sava (serbisk kyrilliska: Свети Сава; latinska: Sveti Sava; fornkyrkoslaviska (kyrilliska): Свѧтъ Сава/Svet Sava; fornkyrkoslaviska (glagolitiska): Ⱄⰲⰵⱅⰻ Ⱄⰰⰲⰰ/Sveti Sava; kyrkslaviska: Свѧтой Са́вва), född som Rastko Nemanjić (Растко Немањић/Rastko Nemanjić) år 1169, död 14 januari 1236, är Serbiens nationalhelgon.
Han var son till Stefan Nemanja som är Nemanjić-ättens stamfader.

## Serbisk-ortodoxa kyrkan
Sankt Sava var Serbisk-ortodoxa kyrkans första ärkebiskop och tillskrivs därför som dess grundare, eftersom han år 1219 i Nicaea lyckades utverka bildandet av ett självständigt serbiskt ärkebiskopsdöme. 
Han är ett helgon inom de Östortodoxa kyrkorna och räknas som isapostolos. Sankt Sava låg bakom det serbiska klostret Hilandar på halvön Athos i Grekland.

## Död
1236 överlät han ärskebiskopstolen till sin lärjunge Arsen och dog i Tarnovo efter en färd till Jerusalem. Efter hans död fördes hans reliker till klostret Mileševa nära Prijepolje där de bevarades fram till 1595 då de fördes till Belgrad och brändes av de osmanska turkarna som straff för att serberna rest sig i ett uppror samma år.
På denna plats i Belgrad finns en av världens största östortodoxa kyrka, uppkallad efter Sankt Sava och heter Sankt Savas kyrka. Det finns också fler (se Sankt Savas kyrka).

## Bilder

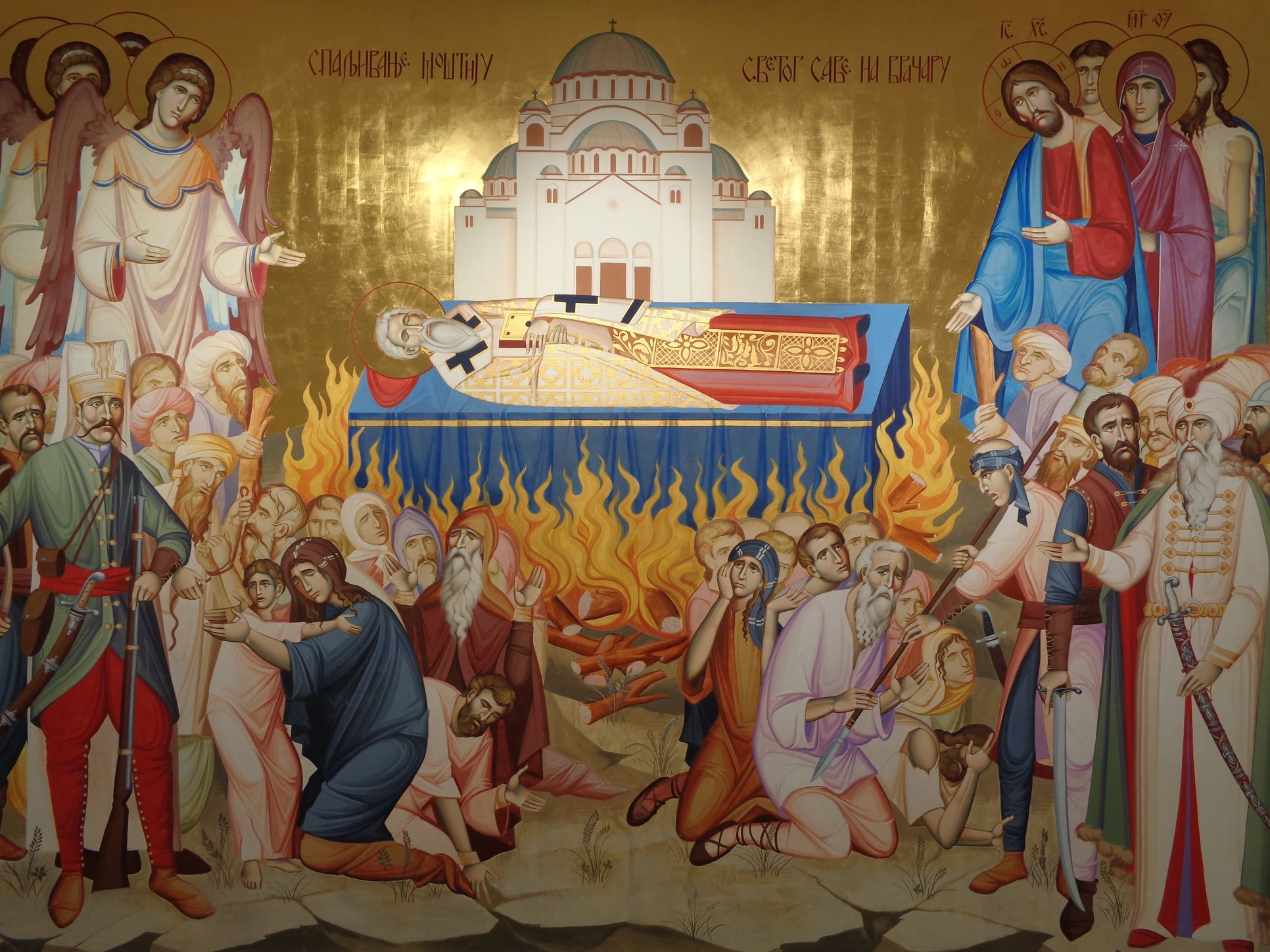
Ikon föreställande brännandet av Sankt Savas reliker
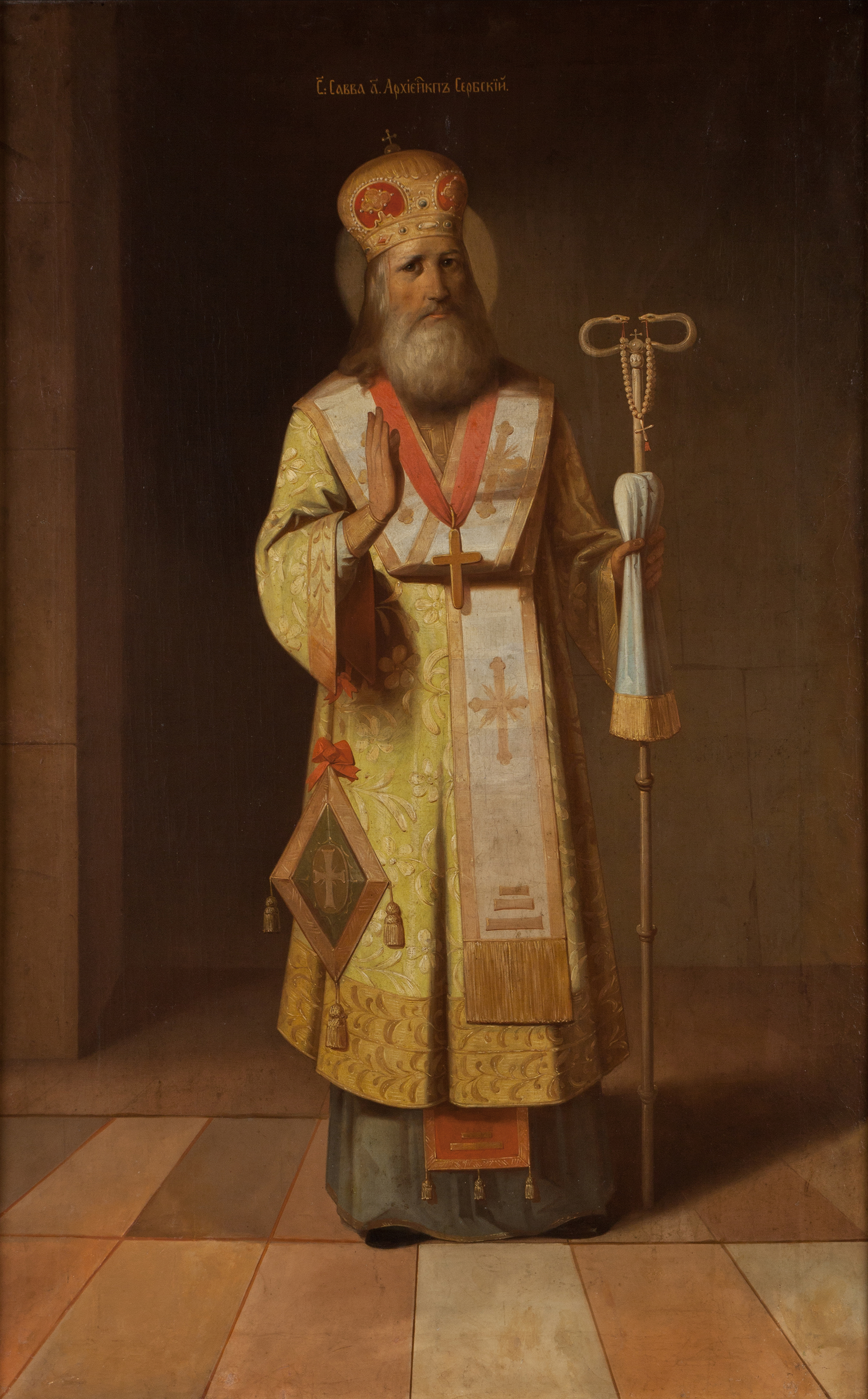
Målning föreställande Sava av Dimitrije Avramović från 1852